# Masacre de 7 detectives del CTI de la Fiscalía
La masacre de 7 detectives del Cuerpo Técnico de Investigación de la Fiscalía General de la Nación-Seccional Cesar fue una masacre ocurrida el 9 de marzo de 2000 y perpetrada por paramilitares del Frente Juan Andrés Álvarez del Bloque Norte de las Autodefensas Unidas de Colombia (AUC). El asesinato ocurrió sobre la vía entre Valledupar y Codazzi, en zona rural del municipio de La Paz, en el departamento del Cesar. Los funcionarios judiciales, entre detectives y peritos, iban con destino a un paraje entre los lugares conocidos como corregimiento de Minguillo y Verdecia.
Los funcionarios del CTI realizaban investigaciones en torno a las masacres de Astrea y El Salado, ocurridas entre enero y febrero del 2000.

## Masacre
La masacre fue ordenada por el jefe máximo de las AUC, Carlos Castaño y el comandante del Bloque Norte de las AUC, Rodrigo Tovar Pupo alias "Jorge 40". El asesinato y desaparición fue perpetrado por los paramilitares Alcídes Manuel Mattos Tabares alias "El Samario" y John Jairo Esquivel Cuadrado alias "El Tigre", este último presuntamente encargado de hacer desaparecer los cuerpos y arrojarlos al río Cesar en las inmediaciones de una finca llamada "El Triunfo". Por esta masacre también fue capturado luego el paramilitar Luis Gregorio Quiroz, alias "Chimirre".
Alias "El Tigre" narró en versión ante la Fiscalía cómo los paramilitares asesinaron al grupo de detectives. Según Carlos Castaño, el CTI seccional Cesar estaba capturando a demasiados integrantes de su grupo paramilitar y no se concentraba en las narcoguerrillas como el ELN o las FARC. Castaño y alias "Jorge 40" ordenaron a alias "El Tigre" llevar a cabo el asesinato de los funcionarios alegando que eran "informantes de la guerrilla".
Alias "El Tigre" planeó la emboscada contra los funcionarios. Los paramilitares asesinaron a un humilde vendedor de paletas, lo que obligó a los agentes de la Fiscalía a dirigirse al lugar para realizar el peritaje del cadáver.
Siete paramilitares —apodados "Gorgojo", "La Mona", "Kevin", "Guerrero", "El Paisa", "Martín" y "Guajiro"— fueron los encargados de emboscar a los funcionarios, a los que luego sometieron y dieron muerte con un tiro de gracia en la cabeza. Las autoridades dicen que además de Alias "El Tigre" y Alias "Jorge 40", participaron Benedicto Estupiñán Solano alias "El Cabezón", Darwin López Prado alias "El Cali", Víctor Peñalosa Cabarcas alias "Guerrero",  Over Mena Cruz alias "Cortico", Guillermo Guerrero Ramírez alias "Guerrero" y un individuo apodado con el alias de "El Gorgojo".

## Víctimas
Las siete víctimas fueron:
- Edilberto Linares Correa
- Carlos Arturo Ibarra Bernal
- Hugo Quintero Solano
- Danilo Carrera Aguancha
- Mario Abel Anillo Trocha
- Israel Roca Martínez
- Jaime Elías Barros Ovalle

Los cuerpos de los funcionarios fueron desaparecidos. Uno de los dos vehículos en los que viajaban los funcionarios fue encontrado un mes después del ataque escondido entre la maraña. El otro fue encontrado incinerado y enterrado en una finca llamada "La Holanda".

## Condenas
El jefe paramilitar Alias "Jorge 40" fue condenado a 25 años de prisión al confesar su participación en la masacre.